# Trichobius dugesii
Trichobius dugesii är en tvåvingeart som beskrevs av Townsend 1891. Trichobius dugesii ingår i släktet Trichobius och familjen lusflugor. Inga underarter finns listade i Catalogue of Life.